# Демо-записи Marilyn Manson and The Spooky Kids
Нижче наведено список демо-записів американського рок-гурту Marilyn Manson and The Spooky Kids, виданих на компакт-касетах у 1989–1993 рр. малим накладом. «Домашній лейбл» мав назву Beat Up Your Mom Music. У серпні 1992 група змінила назву на Marilyn Manson.

## The Raw Boned Psalms

Обкладинка The Raw Boned Psalms

The Raw Boned Psalms — перший демо-запис гурту Marilyn Manson and The Spooky Kids, що вийшов у січні 1990 р. Реліз містить пісні з ранніх репетицій. Про цей запис не було нічого відомо до виходу документального фільму «Demystifying the Devil».

### Учасники
- Мерілін Менсон — вокал, тексти пісень
- Дейзі Берковіц — гітара, програмування
- Олівія Ньютон Банді — бас-гітара

## The Beaver Meat Cleaver Beat

Обкладинка The Beaver Meat Cleaver Beat

The Beaver Meat Cleaver Beat — друга демо-касета, що вийшла у травні 1990 року як промо. Записана на початку 1990 разом з продюсером-звукорежисером Френком Фалестрою. Останній включив «White Knuckles» та «Strange Same Dogma» до Funnel Zone (збірки пісень флоридських індастріал-гуртів).
Також реліз містить інтерв'ю Меріліна Менсона й Дейзі Берковіца на радіостанції WKXP та запис виконання «Strange Same Dogma» й «White Knuckles» на тому ж радіо. Тривалість — 32:26 (сторона А).

### Обкладинка
В оформленні обкладинки використовувався колаж фотографій Мерилін Монро та Чарльза Менсона та малюнок маршируючих дітей (останній також можна помітити на обкладинці The Raw Boned Psalms). Також в оформленні присутні: квіти, метелики, американський прапор, руки складені в благанні. На передній обкладинці — 2 револьвера, з яких вилітають метелики.

### Список пісень
Сторона А:
1. «White Knuckles»
2. «Red (in My) Head»
3. «My Monkey»
4. «Strange Same Dogma»
5. «Son of Man»
6. «Junk the Magic Dragon»
7. «The Telephone»
8. «I.V.-T.V.»

Сторона Б:
1. «Scott David Interviews Marilyn Manson»
2. «Strange Same Dogma» (Live on WKXP)
3. «White Knuckles» (Live on WKXP)

### Учасники
- Мерілін Менсон — вокал, тексти пісень
- Дейзі Берковіц — гітара, програмування
- Олівія Ньютон Банді — бас-гітара
- Жа Жа Спек — клавішні
- Френк Фалестра — продюсер
- Скотт Девід — інтерв'юер

## Big Black Bus

Обкладинка Big Black Bus

Big Black Bus — перший демо-запис групи, що продававася фанам. Записано в Sync Studios, Маямі, й видано в вересні 1990. Сторона А містить 4 пісні з попереднього демо-альбому, які перезаписали з кращим звуком. Сторона Б містить 15-хвилинний запис повідомлень фанів гурту, залишених ними на автовідповідачі гарячої лінії The Spooky Kids. Тривалість — 31:28.

### Обкладинка
На обкладинці намальовано автобус такий самий як у «Сім'ї Менсона», на корпусі котрого написано «HOLYWOOD PROD.» Стиль обкладинки — пародія на лос-анджелеську автобусну компанію «Big Blue Bus».

### Список пісень
1. «White Knuckles»
2. «My Monkey»
3. «Strange Same Dogma»
4. «Red (in My) Head»
5. «Answering Machine Messages»

### Учасники
- Мерілін Менсон — вокал, тексти пісень
- Дейзі Берковіц — гітара, перкусія, продюсер
- Ґіджет Ґейн — бас-гітара
- Мадонна Вейн Ґейсі — семпли, перкусія
- Ральф Каваллеро, Тоні Швейбер — звукорежисери
- Джо Діса — менеджер

## Grist-O-Line

Обкладинка Grist-O-Line

Grist-O-Line — четверта демо-касета. Надійшла у продаж 26 грудня 1990 року. Її роздавали всім хто зателефонував на гарячу лінію The Spooky Kids та відповів на запитання: «Як називається човен Віллі Вонки?». Містить 4 нових треки. Тривалість — 15:25.

### Обкладинка
На обкладинці зображено каністру, з якої стирчить прапор США.

### Список пісень
1. «Dune Buggy»
2. «Cake and Sodomy»
3. «Meat for a Queen»
4. «She's Not My Girlfriend»

### Учасники
- Мерілін Менсон — вокал, тексти пісень
- Дейзі Берковіц — гітара, програмування
- Ґіджет Ґейн — бас-гітара
- Мадонна Вейн Ґейсі — клавішні

## Lunchbox

Обкладинка Lunchbox

Lunchbox — п'ятий демо-запис, що вийшов у березні 1991. Містить лише одну нову пісню — «Learning to Swim». Тривалість — 16:06.

### Список пісень
1. «Dune Buggy»
2. «My Monkey»
3. «Learning to Swim»
4. «Cake and Sodomy»
5. «Answering Machine Message»

### Учасники
- Мерілін Менсон — вокал, тексти пісень
- Дейзі Берковіц — гітара, програмування ударних, зведення, продюсер
- Ґіджет Ґейн — бас-гітара, гітара
- Мадонна Вейн Ґейсі — клавішні, семпли

## After School Special

Обкладинка After School Special

After School Special — шоста демо-касета, четверта, що вийшла для продажу. Видана в грудні 1991. Містить уперше записані пісні «Lunchbox» та «Cyclops», які в 1994 р. увійшли до дебютного студійного альбому «Portrait of an American Family». Тривалість — 19:53.

### Обкладинка
На обкладинці касети зображено логотип гурту (напис на металевій коробці для сніданків) над фотографією молодого Джеффрі Дамера.

### Список пісень
1. «Negative 3»
2. «Lunchbox»
3. «Choklit Factory»
4. «Cyclops»

### Учасники
- Мерілін Менсон — вокал, тексти пісень, продюсер
- Дейзі Берковіц — гітара, продюсер
- Ґіджет Ґейн — бас-гітара, гітара
- Мадонна Вейн Ґейсі — клавішні, семпли
- Сара Лі Лукас — барабани
- Джо Товар, Френк Сейлларі — менеджери
- Курт Моуді — звукорежисер, зведення
- Френк Фалестра — продюсер, звукорежисер

### Цікаві факти
- На альбомі використовуються семпли з фільму «Чарлі та шоколадна фабрика» (1971).
- На демо вперше не використовується драм-машина. До колективу приєднався барабанщик Сара Лі Лукас.
- Джеффрі Дамер працював на шоколадній фабриці, що обігрується в пісні «Choklit Factory».[7]

## Live as Hell

Обкладинка Live as Hell

Live as Hell — запис концерту на радіостанції WYNF у програмі «Radio Clash» 26 квітня 1992. Виданий радіостанцією в травні того ж року. Крім 6 треків з концерту містить бонус-трек «Thrift», записаний у листопаді 1991. Тривалість — 33:34. Останній реліз під назвою Marilyn Manson and The Spooky Kids.

### Обкладинка
Уперше на обкладинці світлина фронтмена гурту, а на розвороті фото всієї групи.

### Список пісень
1. «Cake and Sodomy»
2. «Suicide Snowman»
3. «Lunchbox»
4. «Learning to Swim»
5. «My Monkey»
6. «Misery Machine»
7. «Thrift»

### Учасники
- Мерілін Менсон — вокал, тексти пісень
- Дейзі Берковіц — гітара
- Ґіджет Ґейн — бас-гітара
- Мадонна Вейн Ґейсі — семпли, клавішні, семпли
- Сара Лі Лукас — барабани, програмування
- Чарлі Лоґан — ведучий, продюсер
- Том Моріс, Курт Моуді — зведення

## The Family Jams

Обкладинка The Family Jams

The Family Jams — перший демо-запис під назвою Marilyn Manson. Видано в серпні 1992. Реліз названо так само, як і альбом Чарльза Менсона. Тривалість — 25:18

### Обкладинка
На обкладинці розміщено світлину дітей з «Сім'ї Менсона» (американської секти очолюваної Чарльзом Менсоном). На розвороті надруковано фото гурту та окремо фронтмена з хрестом на лобі й покажчиком «ти тут» (англ. «You are here»).

### Список пісень
1. «Dope Hat»
2. «Strange Same Dogma»
3. «Let Your Ego Die»
4. «Thingmaker»
5. «White Knuckles»
6. «Luci in the Sky with Demons»

### Учасники
- Мерілін Менсон — вокал, тексти пісень
- Дейзі Берковіц — гітара, гармоніка, зведення, продюсер
- Ґіджет Ґейн — бас-гітара
- Мадонна Вейн Ґейсі — клавішні, семпли, орган
- Сара Лі Лукас — барабани
- Курт Моуді — звукорежисер

## Refrigerator

Обкладинка Refrigerator

Refrigerator — дев'ятий та останній демо-запис, виданий 17 січня 1993. Перші чотири треки взяті з Live as Hell. Касета отримала назву у зв'язку з одним із вбивств скоєним «Сім'єю Менсона». Злочинці написали кров'ю на холодильнику жертви «HEALTER SKELTER» (назва пісні The Beatles з помилкою). Наклад: 100 копій. Тривалість запису — 41:13.

### Обкладинка
На обкладинці зображено білий холодильник без будь-яких написів. Кожна зі 100 касет мала унікальний малюнок на розвороті.

### Список пісень
1. «Cake and Sodomy»
2. «Suicide Snowman»
3. «My Monkey»
4. «Lunchbox»
5. «Thrift»
6. «Filth»
7. «Wrapped in Plastic»
8. «Dope Hat»

### Учасники
- Містер Менсон — вокал, тексти пісень
- Дейзі Берковіц — гітара, дизайн обкладинки, програмування ударних
- Ґіджет Ґейн — бас-гітара
- Мадонна Вейн Ґейсі — клавіші, семпли
- Сара Лі Лукас — барабани, програмування ударних
- Чарлі Лоґан — ведучий, продюсер

## Thrift

Обкладинка Thrift

Thrift — реліз, який мали видати у 1992 й зробити сьомим демо-альбомом. Запис було зроблено ще наприкінці 1991 р., проте з невідомих причин вихід касети відклали, а невдовзі й зовсім скасували. Пісня «Thrift» з цього демо з'явилася як бонус-трек на касеті Live as Hell.

### Обкладинка
Обкладинка є колажем у вигляді малюнків та тексту заголовної пісні.

### Список пісень
1. «Thrift»
2. «Let Your Ego Die»
3. «She's Not My Girlfriend»
4. «White Knuckles»
5. «Strange Same Dogma»

### Учасники
- Мерілін Менсон — вокал, тексти пісень
- Дейзі Берковіц — гітара, зведення, продюсер
- Ґіджет Ґейн — бас-гітара
- Мадонна Вейн Ґейсі — клавішні, семпли
- Сара Лі Лукас — барабани, програмування драм-машини